# El silencio de los inocentes (película de 1998)
El silencio de los inocentes (título original: David and Lisa) es un telefilme estadounidense de drama y romance de 1998, dirigido por Lloyd Kramer, que a su vez lo escribió junto a Eleanor Perry y Theodore Isaac Rubin, está basado en el libro de este último, musicalizado por Marco Beltrami, en la fotografía estuvo James D. Cooper y los protagonistas son Sidney Poitier, Lukas Haas y Brittany Murphy, entre otros. Este largometraje fue producido por Harpo Productions y se estrenó el 1 de noviembre de 1998.

## Sinopsis
Un psiquiatra atiende a un adolescente desequilibrado emocionalmente, este tiene un temor patológico a ser tocado. Solo una persona puede comunicarse emocionalmente con él, una chica que padece trastorno de identidad disociativo, habla en rimas y se aleja de cualquiera que no lo haga.